# Nahversorgung
Nahversorgung wird in der Raumordnung und Stadtplanung als die Versorgung der Bevölkerung mit Waren und Dienstleistungen des kurz- und mittelfristigen Bedarfs im engeren Umfeld der Wohnung definiert. In der öffentlichen Diskussion wird der Begriff meist auf die Versorgung mit Lebensmitteln durch den Lebensmitteleinzelhandel verengt.

## Definition

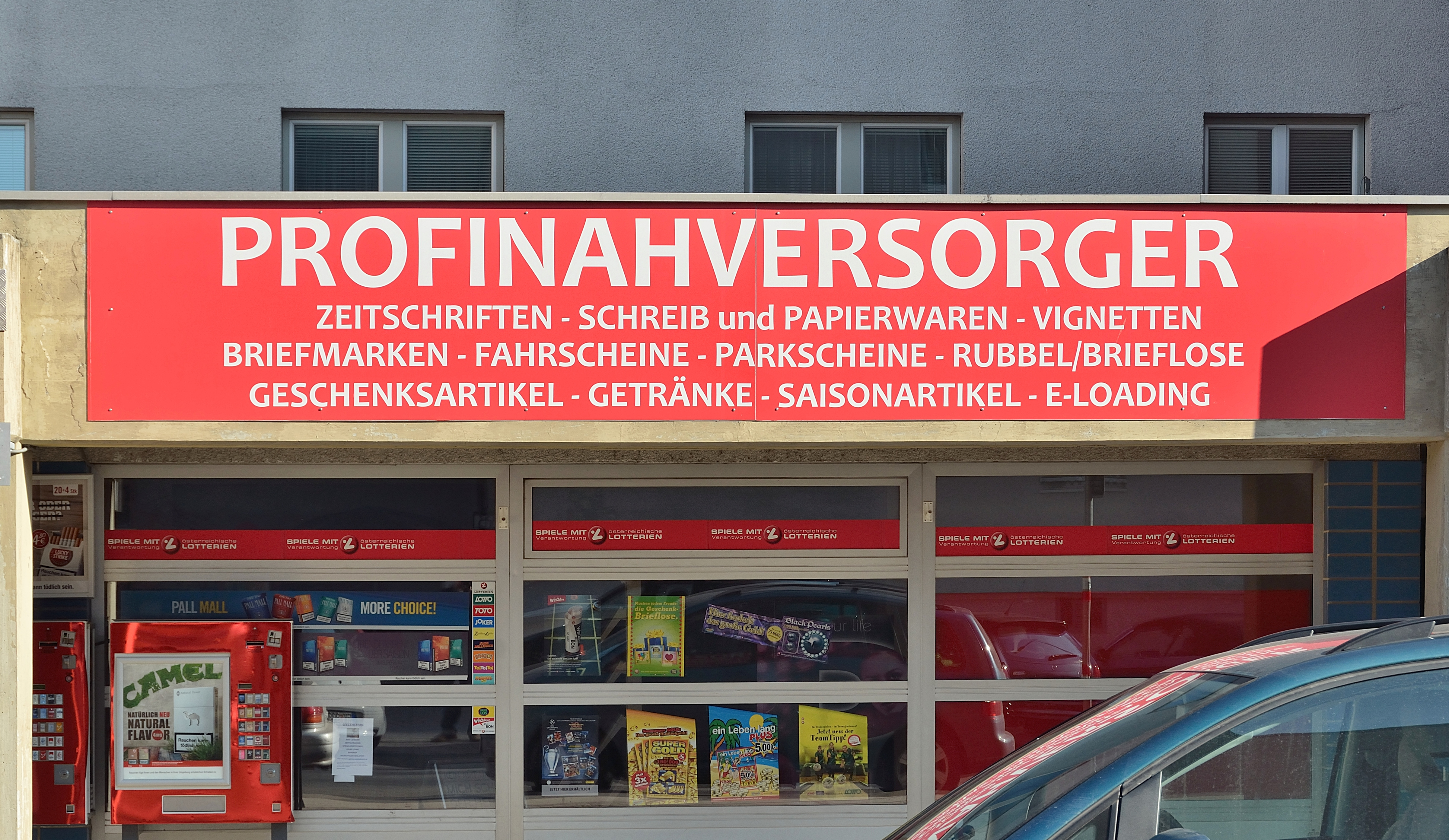
Profinahversorger in Wien, keine Lebensmittel

Fachlich wird zwischen der „Nahversorgung im engeren Sinne“ und der „Nahversorgung im weiteren Sinne“ unterschieden:
- Die „Nahversorgung im engeren Sinne“ umfasst das „Angebot von Gütern des täglichen Bedarfs, vor allem von Lebensmitteln, auch von Dienstleistungen, das zentral gelegen und fußläufig zu erreichen ist“.[1]
- Zur „Nahversorgung im weiteren Sinne“ gehört ein „(umfassendes) Angebot an Waren, in der Bandbreite von kurz- bis langfristigem Bedarfsbereich, aber auch von öffentlichen und privaten Dienstleistungen (Bank, Post, Gastronomie, Schulen, medizinische Versorgung, Kultur etc.)“.[1]

Die weitere Definition umfasst damit alle Aspekte, die der Bevölkerung die gleichberechtigte Teilhabe am wirtschaftlichen, sozialen und kulturellen Leben in leicht überwindbarer Entfernung vom Wohnort ermöglichen sollen. Damit ist die Bereitstellung einer ausreichenden Nahversorgung ein wesentlicher Aspekt bei der in Art. 72 Abs. 2 GG geforderten „Herstellung gleichwertiger Lebensverhältnisse im Bundesgebiet“.

## Einrichtungen der Nahversorgung im Lebensmittelbereich
Zu den Trägern der Nahversorgung mit Lebensmitteln zählen Geschäfte des Lebensmitteleinzelhandels unterschiedlichster Größe:
- SB-Warenhäuser und Verbrauchermärkte
- Lebensmitteldiscounter
- Supermärkte
- Lebensmittelfachgeschäfte
- Feinkostgeschäfte
- Reformhäuser
- Geschäfte des Lebensmittelhandwerks wie Bäckereien und Metzgereien
- Getränkemärkte
- Hofläden
- Kioske
- Tankstellenshops
- Mobile Verkaufsstellen wie Marktstände oder Verkaufsfahrzeuge

In vielen Städten gibt es Standorte, wo verschiedene dieser Träger in Nahversorgungszentren zusammengefasst werden.

## Regelungsmechanismen
Traditionell waren Geschäfte und Einrichtungen der Nahversorgung in den Orts- und Gemeindezentren angesiedelt. Im Zuge des Strukturwandels im Einzelhandel wurden innerörtliche Einzelhandelsflächen ganz aufgegeben oder durch verkehrsgünstig am Ortsrand gelegene Anlagen ersetzt. Eingeleitet wurde diese Entwicklung zunächst von den Lebensmitteldiscountern, inzwischen folgen ihr auch Vollsortimenter, Fachgeschäfte und Dienstleister. Mit dieser Standortverlagerung einher geht in der Regel eine Vergrößerung der Verkaufsfläche. Dadurch gehen wohnortnahe Versorgungseinrichtungen verloren, wodurch sich die Versorgung insbesondere der in ihrer Mobilität eingeschränkten Bevölkerungsgruppen verschlechtert.
Zur Aufrechterhaltung einer ausreichenden Nahversorgung mit Lebensmitteln gibt es unterschiedliche Handlungsansätze, die von gesetzesähnlichen Regelungen wie Einzelhandelserlasse über handlungsbezogene Einzelhandelskonzepte bis hin zu Förderungsmechanismen wie dem Stadtmarketing reicht. Im ländlichen Raum gibt es Ansätze, die Nahversorgung durch Sortimentsausweitungen von Hofläden und Direktvermarktern oder durch die Gründung von Gemeinschafts- oder Dorfläden sicherzustellen. Ergänzend gibt es einige Einzelhandelsketten, die sich gegen den Branchentrend auf die Einrichtungen von Ladengeschäften in kleinen Gemeinden spezialisiert haben.